# Welterbe auf den Cookinseln

Die Cookinseln haben am 16. Januar 2009 ihre Ratifizierungsurkunde für die Welterbekonvention bei der UNESCO hinterlegt. In Kraft getreten ist die Konvention für die Cookinseln am 16. April 2009. Bislang hat das Land aber noch keine Tentativliste bei der UNESCO eingereicht und somit auch keine Kandidaten für das UNESCO-Welterbe nominiert.